# Бузький поліг
Бу́зький полі́г — ландшафтний заказник місцевого значення площею 37,2 га, розташований на території Завадівської та Петрашівської сільських рад Теплицького району Вінницької області.
Оголошений відповідно до рішення 25-ї сесії Вінницької облради 5-го скликання від 29.07.2009 р. № 834. Охороняється мальовничий краєвид Поділля, утворений різноманітними хвойними насадженнями та ділянками лучної рослинності у місці впадіння р. Тьма в р. Південний Буг.